# 辛科奥利瓦斯
辛科奥利瓦斯，是西班牙阿拉贡自治区萨拉戈萨省的一个市镇。 总面积2平方公里，总人口132人（2001年），人口密度66人/平方公里。